# Hapalochlaena
Hapalochlaena – rodzaj ośmiornic (Octopoda) zamieszkujących Ocean Spokojny. Podczas zagrożenia ciemne obwódki na ich ramionach i płaszczu nabierają jaskrawoniebieskiej, ostrzegawczej barwy. Hapalochlaena są śmiertelnie niebezpieczne dla życia człowieka. Ośmiornice te wytwarzają jad zawierający między innymi tetrodotoksynę, która do ciała ofiary dostaje się po niebolesnym ukłuciu.
Do rodzaju Hapalochlaena zaliczane są gatunki:
- Hapalochlaena fasciata
- Hapalochlaena lunulata
- Hapalochlaena maculosa
- Hapalochlaena nierstraszi